# FA Cup 1896/97

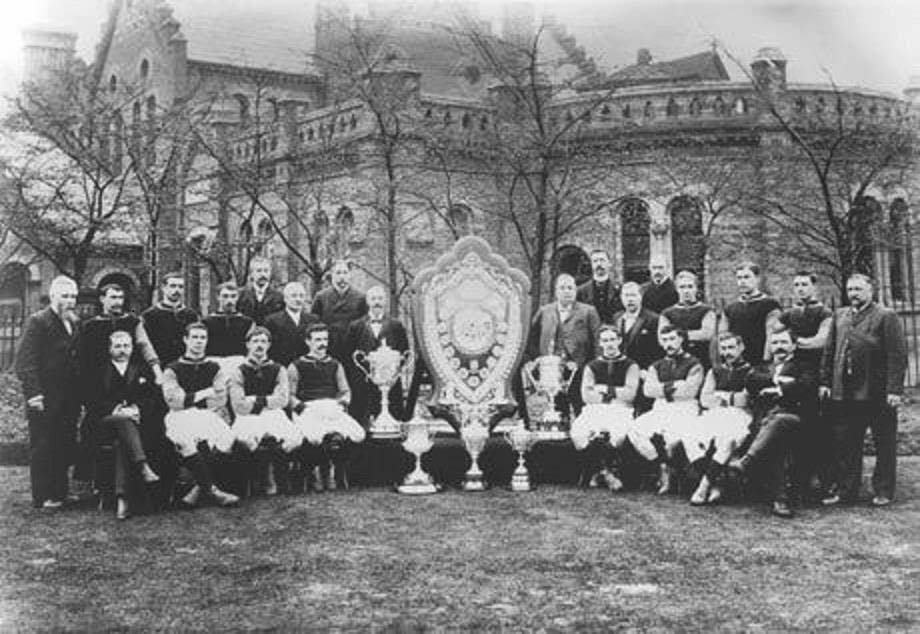
Die Siegermannschaft von Aston Villa zwei Jahre nach dem 1897er FA-Cup-Erfolg.

Der FA Cup 1896/97 war die 26. Austragung des The Football Association Challenge Cup (meist als FA Cup bekannt).
Der Pokalwettbewerb startete mit der Qualifikation zwischen dem 10. Oktober 1896 und dem 20. Januar 1897 sowie anschließend mit der ersten Hauptrunde ab dem 30. Januar 1897. Sie endete mit dem Finalspiel im Crystal Palace in London am 10. April 1897 vor einer Kulisse vor offiziell 65.891 Zuschauern. Sieger des Wettbewerbs wurde zum dritten Mal Aston Villa. Unterlegener Finalist war der FC Everton.

## Wettbewerb

### Erste Hauptrunde
| Datum           |                        | Ergebnis |                         |
| --------------- | ---------------------- | -------- | ----------------------- |
| 30. Januar 1897 | Aston Villa            | 5:0      | Newcastle United        |
| 30. Januar 1897 | Blackburn Rovers       | 2:1      | Sheffield United        |
| 30. Januar 1897 | Derby County           | 8:1      | Barnsley St. Peter’s    |
| 30. Januar 1897 | FC Everton             | 5:2      | Burton Wanderers        |
| 30. Januar 1897 | Grimsby Town           | 0:0      | Bolton Wanderers        |
| 30. Januar 1897 | FC Liverpool           | 4:3      | Burton Swifts           |
| 30. Januar 1897 | Luton Town             | 0:1      | West Bromwich Albion    |
| 30. Januar 1897 | Millwall Athletic      | 1:2      | Wolverhampton Wanderers |
| 30. Januar 1897 | Newton Heath           | 5:1      | Kettering Town          |
| 30. Januar 1897 | Preston North End      | 6:0      | Manchester City         |
| 30. Januar 1897 | The Wednesday          | 0:1      | Nottingham Forest       |
| 30. Januar 1897 | Small Heath            | 1:2      | Notts County            |
| 30. Januar 1897 | Southampton St. Mary’s | 1:1      | Heanor Town             |
| 30. Januar 1897 | FC Stockton            | 0:0      | FC Bury                 |
| 30. Januar 1897 | FC Stoke               | 5:2      | Glossop North End       |
| 30. Januar 1897 | AFC Sunderland         | 1:0      | FC Burnley              |

#### Wiederholungsspiele
| Datum            |                  | Ergebnis |                        |
| ---------------- | ---------------- | -------- | ---------------------- |
| 2. Februar 1897  | FC Bury          | 12:1     | FC Stockton            |
| 3. Februar 1897  | Heanor Town      | 0:1      | Southampton St. Mary’s |
| 8. Februar 1897  | Bolton Wanderers | 3:3      | Grimsby Town           |
| 11. Februar 1897 | Bolton Wanderers | 3:2      | Grimsby Town           |

### Zweite Hauptrunde
| Datum            |                        | Ergebnis |                         |
| ---------------- | ---------------------- | -------- | ----------------------- |
| 13. Februar 1897 | Aston Villa            | 2:1      | Notts County            |
| 13. Februar 1897 | Blackburn Rovers       | 2:1      | Wolverhampton Wanderers |
| 13. Februar 1897 | Derby County           | 4:1      | Bolton Wanderers        |
| 13. Februar 1897 | FC Everton             | 3:0      | FC Bury                 |
| 13. Februar 1897 | Preston North End      | 2:1      | FC Stoke                |
| 13. Februar 1897 | Southampton St. Mary’s | 1:1      | Newton Heath            |
| 13. Februar 1897 | AFC Sunderland         | 1:3      | Nottingham Forest       |
| 13. Februar 1897 | West Bromwich Albion   | 1:2      | FC Liverpool            |

#### Wiederholungsspiel
| Datum            |              | Ergebnis |                        |
| ---------------- | ------------ | -------- | ---------------------- |
| 17. Februar 1897 | Newton Heath | 3:1      | Southampton St. Mary’s |

### Dritte Hauptrunde
| Datum            |                   | Ergebnis |                   |
| ---------------- | ----------------- | -------- | ----------------- |
| 27. Februar 1897 | Derby County      | 2:0      | Newton Heath      |
| 27. Februar 1897 | FC Everton        | 2:0      | Blackburn Rovers  |
| 27. Februar 1897 | FC Liverpool      | 1:1      | Nottingham Forest |
| 27. Februar 1897 | Preston North End | 1:1      | Aston Villa       |

#### Wiederholungsspiele
| Datum        |                   | Ergebnis |                   |
| ------------ | ----------------- | -------- | ----------------- |
| 3. März 1897 | Aston Villa       | 0:0      | Preston North End |
| 3. März 1897 | Nottingham Forest | 0:1      | FC Liverpool      |
| 8. März 1897 | Aston Villa       | 3:2      | Preston North End |

### Halbfinale
Die beiden Spiele wurden am 20. März 1897 ausgetragen.
|             | Ergebnis |              | Ort            |
| ----------- | -------- | ------------ | -------------- |
| Aston Villa | 3:0      | FC Liverpool | Sheffield      |
| FC Everton  | 3:2      | Derby County | Stoke-on-Trent |

### Finale
| Aston Villa                                        | Aston Villa | FC Everton | FC Everton |
| -------------------------------------------------- | --- | --- | ---------- |
| Aston Villa                                        | \| Finale \| \| Samstag, 10. April 1897 in London (Crystal Palace) \| \| Ergebnis: 3:2 (3:2) \| \| Zuschauer: 65.891 \| \| Schiedsrichter: John Lewis \| \| Spielbericht \|                         | \| Finale \| \| Samstag, 10. April 1897 in London (Crystal Palace) \| \| Ergebnis: 3:2 (3:2) \| \| Zuschauer: 65.891 \| \| Schiedsrichter: John Lewis \| \| Spielbericht \|         | FC Everton |
| Aston Villa                                        | Jimmy Whitehouse – Howard Spencer, Jack Reynolds – Albert Evans, James Cowan, Jimmy Crabtree – Charlie Athersmith, John Devey, Johnny Campbell, Fred Wheldon, John Cowan Cheftrainer: George Ramsay | Bob Menham – Peter Meechan, David Storrier – Dickie Boyle, Johnny Holt, Billy Stewart – Jack Taylor, Jack Bell, Abe Hartley, Edgar Chadwick, Alf Milward Cheftrainer: Dick Molyneux | FC Everton |
| Aston Villa                                        | 1:0 Johnny Campbell (18.) 2:2 Fred Wheldon (35.) 3:2 Jimmy Crabtree (44.) | 1:1 Jack Bell (23.) 1:2 Dickie Boyle (28.) | FC Everton |
| Finale                                             | | |            |
| Samstag, 10. April 1897 in London (Crystal Palace) | | |            |
| Ergebnis: 3:2 (3:2)                                | | |            |
| Zuschauer: 65.891                                  | | |            |
| Schiedsrichter: John Lewis                         | | |            |
| Spielbericht                                       | | |            |